# Campeonato Mundial de Ginástica Acrobática de 2008
O 21º Campeonato Mundial de Ginástica Acrobática foi organizado pela Federação Internacional de Ginástica nos dias 10 a 12 de outubro de 2008, em Glasgow, Escócia  no Reino Unido. Foram disputados 5 eventos nas categorias feminino, masculino e misto.

## Quadro de medalhas
O quadro de medalhas foi publicado.
| Ordem | País           | Medalha de ouro | Medalha de prata | Medalha de bronze | Total |
| ----- | -------------- | --------------- | ---------------- | ----------------- | ----- |
| 1     | Rússia         | 3               | 3                | 1                 | 7     |
| 2     | Bielorrússia   | 1               | 0                | 1                 | 2     |
| 3     | Ucrânia        | 1               | 0                | 0                 | 1     |
| 4     | Bélgica        | 0               | 1                | 0                 | 1     |
| 5     | Grã-Bretanha   | 0               | 0                | 2                 | 2     |
| 6     | China          | 0               | 0                | 1                 | 1     |
| 6     | Estados Unidos | 0               | 0                | 1                 | 1     |
| Total | Total          | 5               | 5                | 5                 | 15    |

## Medalhistas
| Evento                    | Ouro                                                                          | Ouro   | Prata                                                                                                | Prata  | Bronze                                                                      | Bronze  |
| Dupla masculina detalhes  | UKR Ucrânia Mikola Cherbak Serhiy Popov                                       | 28.609 | RUS Rússia Konstantin Pilipchuk Alexei Dudchenko                                                     | 28.609 | GBR Grã-Bretanha Mark Fyson Edward Upcott                                   | 28.503  |
| Equipe masculina detalhes | RUS Rússia Denis Cherevatov Anton Danchenko Maxim Chulkov Teymuraz Gurgenidze | 28.720 | CHN China Zhao Yuchao Han Yuliang Fang Sheng Xue Wangxin                                             | 28.609 | GBR Grã-Bretanha Adam Mcassey Adam Buckingham Alexander Uttley Samuel Sturt | 28.550  |
| Dupla feminina detalhes   | BLR Bielorrússia Alina Yushko Katsiaryna Murashko                             | 28.740 | BEL Bélgica Florence Henrist Tastana de Vos                                                          | 28.716 | RUS Rússia Raushaniya Khakimova Alena Ploskova                              | 28.658  |
| Equipe feminina detalhes  | RUS Rússia Tamara Turlacheva Irina Borzova Tatiana Baranovskaya               | 28.758 | RUS Rússia Anastasia Chistyakova Ekaterina Stroynova Ekaterina Loginova                              | 28.732 | BLR Bielorrússia Maria Girut Tatiana Motuz Alina Starevich                  | 28.400  |
| Dupla mista detalhes      | RUS Rússia Olga Sviridova Stanislav Babarykin                                 | 28.812 | USA Estados Unidos Kristin Allen Michael Rodrigues RUS Rússia Anastasia Gorbatyuk Alexander Barleben | 28.801 | Nenhuma                                                                     | Nenhuma |

## Resultados

### Dupla masculina
Os resultados finais foram os seguintes.
| Posição           | Equipe                                  | Nacionalidade | Pontos |
| ----------------- | --------------------------------------- | ------------- | ------ |
| Medalha de ouro   | Mikola Cherbak, Serhiy Popov            | Ucrânia       | 28.622 |
| Medalha de prata  | Konstantin Pilipchuk, Alexei Dudchenko  | Rússia        | 28.609 |
| Medalha de bronze | Mark Fyson, Edward Upcott               | Grã-Bretanha  | 28.503 |
| 4                 | Viacheslav Spirin, Stanislav Kotelnikov | Rússia        | 28.468 |
| 5                 | João Maia, Tiago Figueiredo             | Portugal      | 27.580 |
| 6                 | Yang Hengyi, Chen Hongen                | China         | 27.520 |

### Equipe masculina
Os resultados finais foram os seguintes.
| Posição           | Equipe                                                                   | Nacionalidade | Pontos |
| ----------------- | ------------------------------------------------------------------------ | ------------- | ------ |
| Medalha de ouro   | Denis Cherevatov, Anton Danchenko, Maxim Chulkov, Teymuraz Gurgenidze    | Rússia        | 28.751 |
| Medalha de prata  | Zhao Yuchao, Han Yuliang, Fang Sheng, Xue Wangxin                        | China         | 28.720 |
| Medalha de bronze | Adam McAssey, Adam Buckingham, Alex Uttley, Samuel Sturt                 | Grã-Bretanha  | 28.550 |
| 4                 | Artur Avakyan, Yuriy Gerasimov, Konstantin Stetsenko, Grigoriy Sergienko | Rússia        | 28.510 |
| 5                 | Ilham Abbasov, Rustam Najafguliyev, Elnur Mammadov, Farid Mammadov       | Azerbaijão    | 28.120 |
| 6                 | Milen Gospodinov, Velcho Stoyanov, Nikolay Ivanov, Venelin Parvanov      | Bulgária      | 27.850 |

### Dupla feminina
Os resultados finais foram os seguintes.
| Posição           | Equipe                               | Nacionalidade | Pontos |
| ----------------- | ------------------------------------ | ------------- | ------ |
| Medalha de ouro   | Alina Yushko, Katsiaryna Murashko    | Bielorrússia  | 28.740 |
| Medalha de prata  | Florence Henrist, Tatjana de Vos     | Bélgica       | 28.716 |
| Medalha de bronze | Raushaniya Khakimova, Alena Ploskova | Rússia        | 28.658 |
| 4                 | Tatiana Alexeeva, Natalia Fedorova   | Rússia        | 28.350 |
| 5                 | Kristina Maraziuk, Natalia Kakhntuk  | Bielorrússia  | 28.154 |
| 6                 | Ayla Ahmadova, Dialara Sultanova     | Azerbaijão    | 28.140 |

### Equipe feminina
Os resultados finais foram os seguintes.
| Posição           | Equipe                                                         | Nacionalidade | Pontos |
| ----------------- | -------------------------------------------------------------- | ------------- | ------ |
| Medalha de ouro   | Tamara Turlacheva, Irina Borzova, Tatiana Baranovskaya         | Rússia        | 28.758 |
| Medalha de prata  | Anastasia Chistyakova, Ekaterina Stroynova, Ekaterina Loginova | Rússia        | 28.732 |
| Medalha de bronze | Maria Girut, Tatiana Motuz, Alina Starevich                    | Bielorrússia  | 28.400 |
| 4                 | Emily Grove, Casey Morrison, Victoria Lamkin                   | Grã-Bretanha  | 28.359 |
| 5                 | Soen Geirnaert, Corinne van Hombeeck, Maaike Croket            | Bélgica       | 28.054 |
| 6                 | Olena Nepytaeva, Olga Varchuk, Anna Gorbatenko                 | Ucrânia       | 28.011 |

### Dupla mista
Os resultados finais foram os seguintes.
| Posição           | Equipe                                  | Nacionalidade  | Pontos |
| ----------------- | --------------------------------------- | -------------- | ------ |
| Medalha de ouro   | Olga Sviridova, Stanislav Babarykin     | Rússia         | 28.812 |
| Medalha de prata  | Kristin Allen, Michael Rodrigues        | Estados Unidos | 28.801 |
| Medalha de bronze | Anastasia Gorbatyuk, Alexander Barleben | Rússia         | 28.801 |
| 4                 | Julie van Gelder, Menno Vanderghote     | Bélgica        | 28.601 |
| 5                 | Alona Burlachenko, Sergei Zabiyaka      | Ucrânia        | 28.390 |
| 6                 | Sergei Bykhavtsov, Anastasia Zharnasek  | Bielorrússia   | 28.080 |